# Lata 50. XIX wieku
Lata 50. XIX wieku
Stulecia: XVIII wiek – XIX wiek – XX wiek
Dziesięciolecia: 1800–1809 « 1810–1819 « 1820–1829 « 1830–1839 « 1840–1849 « 1850–1859 » 1860–1869 » 1870–1879 » 1880–1889 » 1890–1899 » 1900–1909
Lata: 1850 • 1851 • 1852 • 1853 • 1854 • 1855 • 1856 • 1857 • 1858 • 1859

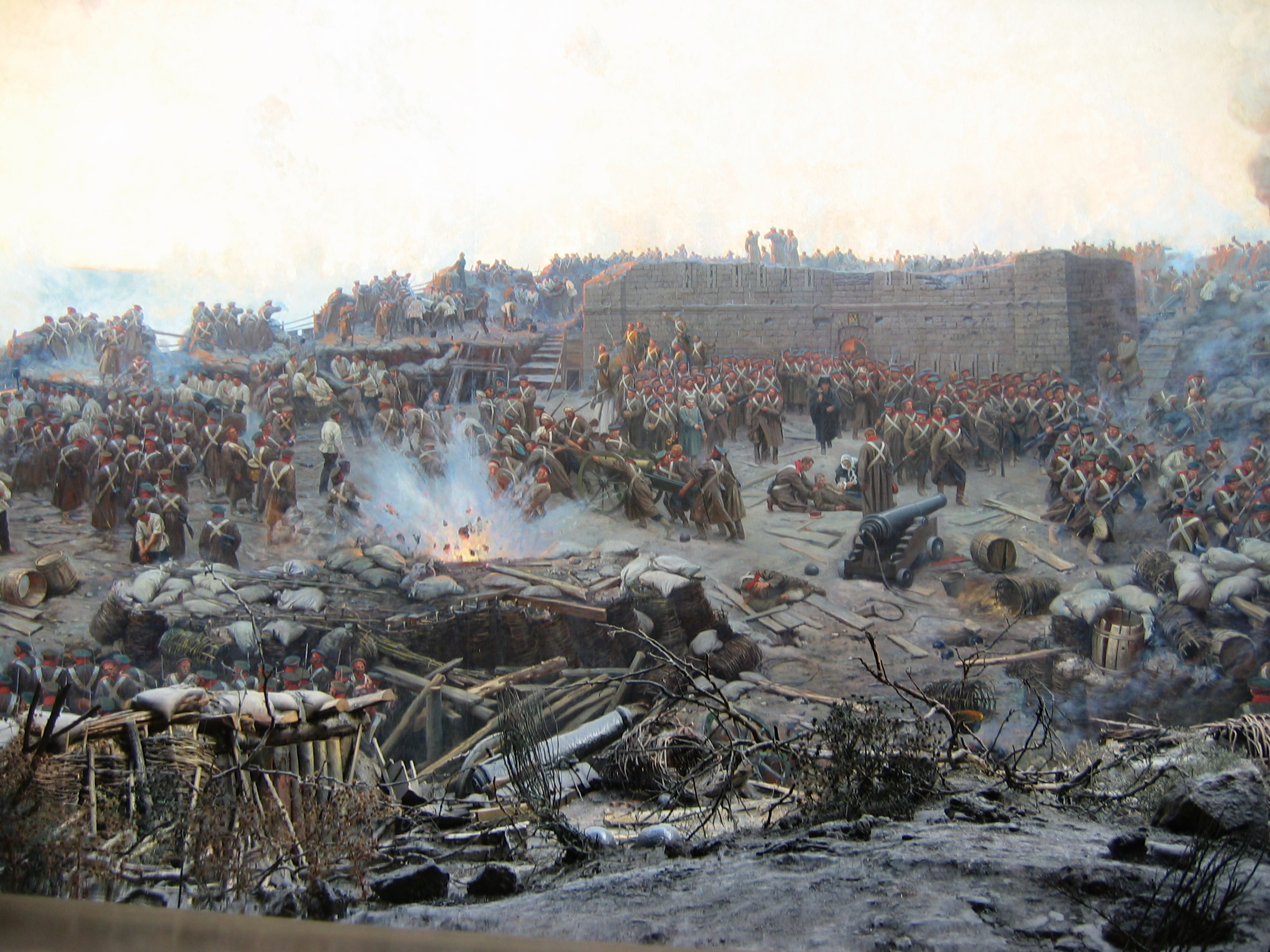
Wojna krymska – oblężenie Sewastopola

## Wydarzenia
- Wielka Wystawa
- 1851 luty – Wilhelm Bauer skonstruował okręt podwodny Der Brandtaucher
- 1851–1864 – Powstanie tajpingów
- 1853–1856 – Wojna krymska
- 1856–1860 – II wojna opiumowa
- Wojna francusko-austriacka
- Skala Beauforta została dostosowana do użytku na lądzie
- Rozpoczęcie budowy Kanału Sueskiego

## Nauka
- Epidemiologia
- Ewolucja biologiczna

## Osoby
- Ferdynand I Habsburg
- Franciszek Józef I
- Fryderyk Wilhelm IV Pruski
- Wiktoria Hanowerska
- Ludwik Filip I
- Napoleon III Bonaparte
- Mikołaj I Romanow
- Leopold I Koburg
- Martin Van Buren
- William Henry Harrison
- John Tyler
- James Polk
- Zachary Taylor
- Grzegorz XVI
- Pius IX
- Izabela II Hiszpańska
- Charles Darwin